# Plandampf

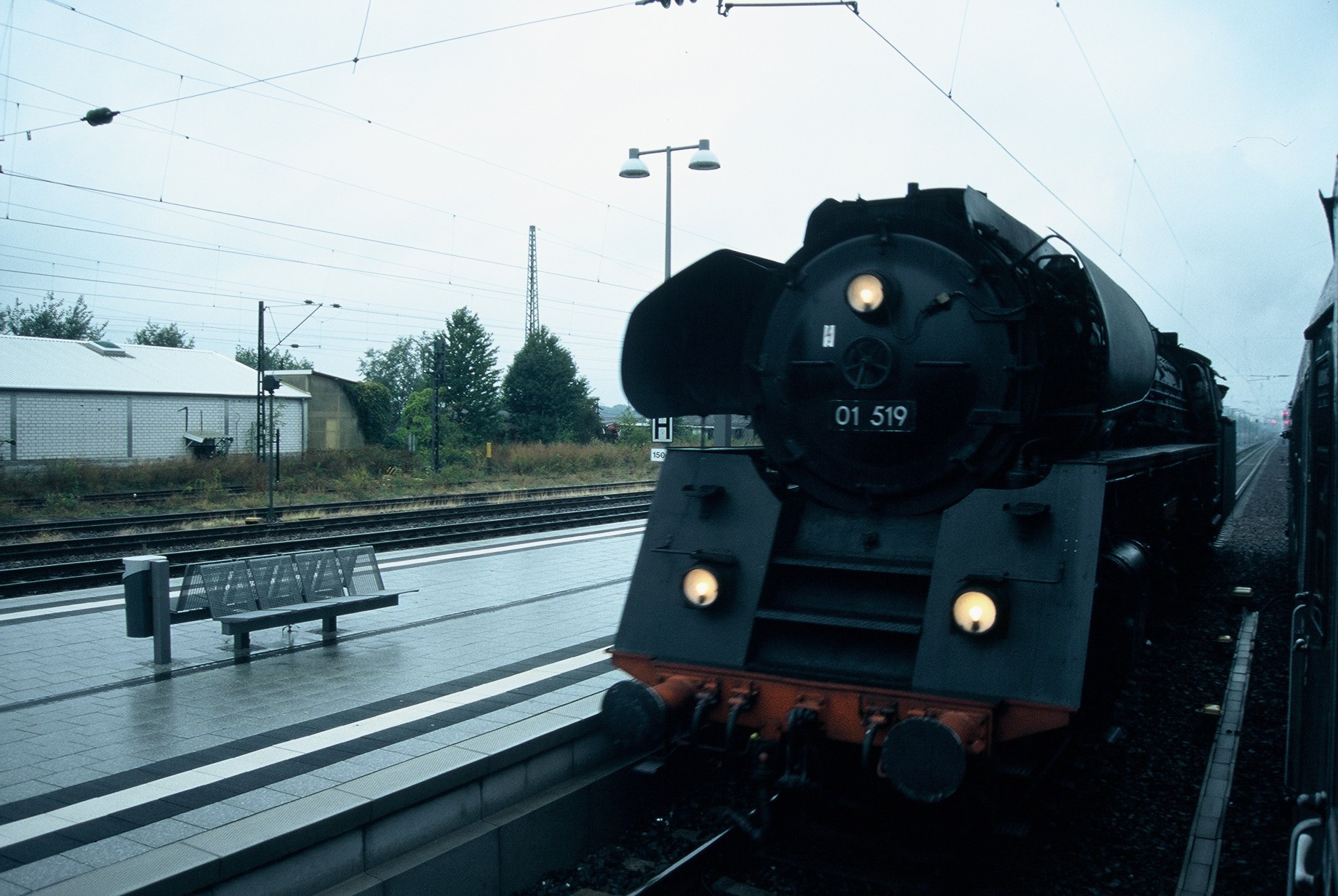
Dampflok 01 519 beim Plandampf 2005 in Schifferstadt

Unter Plandampf wird die Bespannung von Regelzügen mit Dampflokomotiven, oft in Verbindung mit zeitgenössischem Wagenmaterial, verstanden; die Idee entstand Ende der 1980er Jahre. Von den Verantwortlichen waren anfangs nur die Mehrkosten für den Dampflokeinsatz zu tragen. Hintergrund dessen war, dass es auf dem Gebiet der ehemaligen DDR noch viele betriebsfähige Dampfloks gab, die für den Betrieb erforderliche Infrastruktur (z. B. Drehscheiben, Wasserkräne, Bekohlungsanlagen, Besandungsanlagen) vielerorts noch vorhanden war und die meist niedrige Streckenhöchstgeschwindigkeit den Einsatz von Dampfloks zuließ. Plandampf war zu Beginn der 1990er Jahre in Ostdeutschland noch verhältnismäßig häufig anzutreffen.
Plandampf-Veranstaltungen werden heutzutage zusehends seltener. Zum einen ging im Rahmen von Streckenmodernisierungen die für den Dampflokbetrieb notwendige Infrastruktur verloren. Zum anderen wurde nach Durchführung dieser Modernisierungen oft die zulässige Höchstgeschwindigkeit der jeweiligen Strecke erhöht und der Fahrplan dementsprechend angepasst. Dampflokomotiven konnten in diesen Fällen oft nicht mehr die erforderliche Leistung erbringen, um den Fahrplan zu erfüllen. Auch gesetzlichen Vorgaben, wie z. B. dem automatischen Schließen der Türen, konnte nicht mehr genügt werden. 
Bei organisierten Plandampf-Veranstaltungen werden zumeist Personenzüge gefahren. Seltener sind Güterzug-Veranstaltungen, die zuletzt lediglich noch auf dem Abschnitt Eisenach–Bad Salzungen–Meiningen, der Werrabahn, einmal jährlich stattfanden.
In Süddeutschland hat sich seit 2016 das Bayerische Eisenbahnmuseum als Plandampf-Veranstalter etabliert. Der Bestand an Großlokomotiven (BR 01, BR 44, BR 50, S 3/6 und BR 52), eigener Strecke und Kunden mit entsprechendem Aufkommen an Fracht im Güterverkehr ist es dem BEM möglich, relativ einfach Plandampf-Veranstaltungen um das Ries auszurichten.